# دنی اسمیت
دنیل "دنی" اسمیت (به انگلیسی: Daniel "Danny" Smith) تولیدکننده اجرایی، نویسنده و صداپیشه آمریکایی است که به خاطر کارش در مرد خانواده مشهور شده‌است.